# Rien à personne
Singles de Johnny Hallyday
Drôle de métier
(1984) Ne me quitte pas
(1984)
Rien à personne est une chanson de Johnny Hallyday, parue en single le 31 août 1984. Composé par Érick Bamy et Johnny Hallyday, les paroles sont de Georges Aber.

## Histoire
Écrit pour la scène, Rien à personne est l'un des inédits présentés durant le spectacle de Johnny Hallyday au Zénith de Paris à l'automne 1984.
La chanson est au programme de l'album live Johnny Hallyday au Zénith qui paraît en deux éditions différentes, en « faux » et « vrai live »,, où il apparait que Rien à personne est interprété avec une différence notable entre le « faux live » et le « vrai live » (identique dans le texte à sa version studio), puisqu'elle comporte une variante dans les couplets.

Dans la version « faux live », on peut entendre : 
« Il faut marcher sans défaillance, au combat sans indulgence, au finish à l'endurance, chaque jour j'avance, j'avance, un jour attaque, un jour défense, j'me fous de la médisance, plus ça fait mal plus j'crie vengeance »

À la différence de la version studio et du « vrai live », où Hallyday chante un couplet plus court : 
« Un jour attaque un jour défense, j'me fous de la médisance, plus ça fait mal plus j'crie vengeance... »
Cette variation demeure méconnue car rarement, voire jamais indiquée dans les discographies officielles. Il faut attendre 1999 pour qu'elle soit diffusée en CD sur une compilation (Johnny Hallyday - Les talents du siècle vol.1 - Universal 832049-2) et (de façon plus pérenne), sur l'édition 2003 de l'album live Johnny Hallyday au Zénith.

## Réception
Premier titre du chanteur à entrer dans le récent Top 50, le single s’écoule à plus de 150 000 exemplaires en France.

### Classements hebdomadaires
| Classement (1984) | Meilleure position |
| ----------------- | ------------------ |
| France (SNEP)     | 19                 |

## Discographie
- 31 août 1984[2], 45 tours Philips 880281-7 : Ne tuez pas la liberté, Rien à personne
- 24 octobre 1984 : double 33 tours Philips 824045-1, Johnny Hallyday au Zénith (enregistré en « faux live »)
- 12 novembre 1984 : double 33 tours (référence identique), Johnny Hallyday au Zénith (véritable enregistrement en public)
- 1985 : Johnny Hallyday Zénith 85 (sortie posthume en 2024)